# Directas Ya
Directas Ya (portugués: Diretas Já) fue una campaña política llevada a cabo en Brasil durante los años 1984 y 1985 con la cual se reivindicaba el derecho a elegir al presidente del país por voto directo de los electores. 

## Antecedentes
La dictadura militar iniciada en 1964 había creado un sistema de elección indirecta a través del Colegio Electoral que, en la práctica, homologaba como Presidente al candidato de la cúpula de las Fuerzas Armadas. En 1984 la cúpula militar cambió la composición del Colegio Electoral introduciendo diputados estatales. Sin embargo, las movilizaciones callejeras obligaron al Congreso a votar la enmienda Dante de Oliveira (por el diputado de Mato Grosso que la presentó), la cual tenía por objetivo garantizar la elección directa del Presidente. La enmienda no logró los dos tercios necesarios para alterar el texto constitucional. Sin embargo, tras las movilizaciones el partido que apoyaba al régimen militar (ARENA) se dividió, creándose el Partido del Frente Liberal liderado por Aureliano Chaves y aliado al Partido del Movimiento Democrático Brasileño, el cual proponía como candidato a Tancredo Neves.
Tras las elecciones, Neves fue elegido el primer presidente civil tras la dictadura militar, si bien murió antes de tomar el cargo. La responsabilidad recayó en su vicepresidente, José Sarney, del PFL y opuesto a la celebración de elecciones directas.

## Contexto histórico
La idea de crear un movimiento a favor de elecciones directas fue lanzada en 1983 por el entonces senador alagoano Teotônio Vilela en el programa Canal Livre de Rede Bandeirantes.

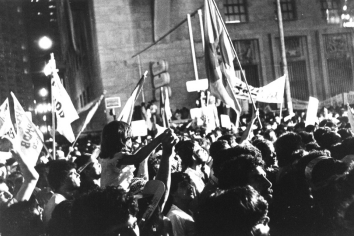
Paseo por el centro de São Paulo, 16 de abril de 1984. Foto: Jorge H. Singh.

La primera manifestación pública a favor de las elecciones directas se llevó a cabo en el recién emancipado municipio de Abreu e Lima, en la región metropolitana de Recife, en Pernambuco, el día 31 de marzo de 1983. Organizada por miembros del Partido del Movimiento Democrático Brasileño (PMDB) en el municipio, la manifestación fue difundida por los periódicos del Estado. Fue seguida por manifestaciones en Goiânia, el 15 de junio de 1983 y en Curitiba en noviembre del mismo año.
Posteriormente, se celebró también una manifestación en la plaza Charles Miller, frente al Estádio Municipal Paulo Machado de Carvalho, el día 27 de noviembre de 1983 en São Paulo. El aumento de las protestas coincidió con el agravamiento de la crisis económica. La inflación marcó cifras récord en 1983 (con una tasa anual del 239%) y se experimentó una profunda recesión, por lo que hubo movilizaciones por parte de los sindicatos de clase. La manifestación contó con representantes de las distintas corrientes políticas, unidas por un objetivo común, la elección directa del presidente de la República.
La represión se intensifica, pero el movimiento por la libertad aumenta la presión con manifestaciones continuas por las elecciones directas. En la televisión, el general Figueiredo califica las manifestaciones como subversivas .
Al año siguiente, el movimiento había ganado masa crítica y consigue movilizar abiertamente. Fue en São Paulo donde el movimiento democrático ganó impulso con una manifestación multitudinaria. Se realizó en un parque conocido como Vale do Anhangabaú, en el centro de la capital, precisamente en el aniversario de la ciudad de São Paulo, un 25 de enero de 1984. Más de 1,5 millones de personas se reunieron para declarar la urgencia del movimiento para las elecciones directas. El acto fue dirigido políticos tan significativos como Tancredo Neves, Franco Montoro, Orestes Quércia, Fernando Henrique Cardoso, Mário Covas, Lula da Silva y Pedro Simon, además de artistas e intelectuales comprometidos con la democracia.
A esas alturas, la pérdida de prestigio del régimen militar entre la población era grande. Militares de las escalas inferiores, con salarios corroídos por la inflación, comenzaban a presionar a sus superiores, que también estaban descontentos.